# Свеенглески клуб за тенис на трави и крокет
Свеенглески клуб за тенис на трави и крокет (енгл. All England Lawn Tennis and Croquet Club) или само кратко Свеенглески клуб (енгл. All-England Club) је приватни спортски комплекс намењен такмичењима у тенису и крокету која се одржавају на травнатој подлози. Налази се у јужном делу Лондона, у четврти Вимблдон. Најпознатији је по домаћинству једног од четири тениска гренд слем турнира, једином који се игра на травнатој подлози, чувеном Вимблдону.
Клуб је у приватном власништву и има 375 пуноправних чланова, око стотињак привремених чланова, као и бројне почасне чланове. У почасне чланове Ол ингланд клаба убрајају се и сви досадашњи освајачи овог тениског гренд слема у синглу те особе које су битно утицале на тениску игру.
Клуб је под патронатом Принцезе од Велса а председник клуба је војвода од Кента.

## Историјат
Клуб је основан 1868. на месту на ком се налазио један мањи терен за крокет и од оснивања је носио име All England Croquet Club. Прво такмичење у крокету на овом терену одржано је већ 1870. године. Крокет је све до настанка тениса на трави (а то се десило 1875. захваљујући мајору Волтеру Клоптон Винфилду) био један од најпопуларнијих спортова, посебно међу тадашњом лондонском господом. У клубу је 1875. издвојено једно игралиште само за нови спорт, тенис на трави. Већ две године касније (1877) одржано је прво такмичење у тенису за мушкарце, а циљ турнира је било прикупљање новчаних средстава за куповину ваљака за траву за клуб. Исте године клуб је добио и ново име The All England Croquet and Lawn Tennis Club. За кратко време тенис је постао доминантнија спортска дисциплина у клубу у односу на крокет услед чега је клуб 1889. и добио данашње име Свеенглески клуб за тенис на трави и крокет.
Занимљиво је да је још 1878. одређена висина мреже на тениским мечевима која и данас износи 1,07 м. Године 1884. у програм клуба уврштена су такмичења у женским сингловима и мушким дубловима, а 1913. додати су и парови у женској и мешовитој конкуренцији. На теренима Клуба су током Олимпијских игара 1908. одржана такмичења управо у тенису.
Првобитне службене боје клуба плава, жута, црвена и зелена су због велике сличности са бојама које су представљале краљевску морнарицу 1909. замењене у и данас важећу варијанту тамнозелена-љубичаста.
Велика популарност коју је тада уживала француска тенисерка Сизан Ланглан била је један од главних разлога ширења игралишта (самим тим и клуба) на данашње локације (Church Road, Wimbledon) 1922. године. Данашњи централни терен датира управо из тог периода, а 1928. је западно од њега саграђен и стари терен број 1. Стари терен број 1 је 1997. замењен садашњим тереном а исте године изграђен је и тв центар. На месту старог терена изграђене су свлачионице за играче и други пратећи објекти.
Још од 1920. клуб својим члановима издаје обвезнице које члановима дају одређене привилегије када су мечеви у питању, док са друге стране сам клуб тај новац користи за неке капиталне инвестиције.
Године 1967. управа клуба је купила 11 acres (4,5 ha) земљишта нешто северније а то место је данас познато као Хенманово брдо (енгл. Henman Hill) у част једног од најбољих британских тенисера Тима Хенмана.
Занимљиво је да је приступ клубу све до 1951. био строго забрањен тамнопутим особама (како играчима тако и члановима), односно особама јеврејског порекла све до 1952. године.
Током Летњих олимпијских игара 2012. у Лондону клуб је по други пут угостио најбоље светске тенисере и тенисерке.

## Инфраструктура
У оквиру клуба налази се 19 травнатих терена, 5 терена са црвеном шљаком, још четири земљана терена, те још 5 затворених терена. У северном делу комплекса налази се још 22 травната терена која служе за загрејавање играча и за рекреативце. Травнати терени се користе између маја и септембра.
Вимблдонска трава је у ствари вишегодишњи раж, који се од 1995. коси на висину од 8 мм.
Највеће игралиште је Централни терен и на овом терену се играју најважнији мечеви укључујући и финала у свим дисциплинама. Садашњи централни терен изграђен је 1922, реновиран је 2009. и тада му је капацитет проширен на 15.000 седећих места, а постављен је и покретни кров који омогућава играње мечева и по кишовитом времену. Кров чини конструкција прекривена са 5.200 м² провидног водонепропусног платна које омогућава приступ дневног светла до подлоге, а отвара/затвара се у року од 10 минута.
Терен број 1 је изграђен 1997. и има капацитет од 11.500 седећих места. На њему се повремено играју мечеви Дејвис купа. Нови Терен број 2 саграђен је 2009. на месту некадашњег терена број 13 и има капацитет од 4.000 седећих места.
У оквиру клуба постоји и музеј посвећен тенису на трави, те једно мање игралиште за крокет.

## Вимблдонски гренд слем
Вимблдонски гренд слем је једини који се игра на травнатој подлози, а специфичан је и по томе што су сви играчи обавезни носити белу опрему, а централна недеља је увек слободан дан. Често се овај турнир означава и као неслужбено светско првенство у тенису, а победник у мушкој конкуренцији добија титулу Светског првака свеенглеског клуба за тенис на трави у синглу (енгл. The All England Lawn Tennis Club Single Handed Champion of the World).